# 張業 (明朝)
張業（1416年—？），字振烈，號松石，江西吉安府安福縣人，民籍，明朝政治人物。同進士出身。

## 生平
景泰元年（1450年）庚午科江西鄉試第一名。景泰二年（1451年）辛未科會試第一百二名，殿試登進士第三甲第八名。

## 家族
曾祖父張宗簡。祖父張如旭，曾任醴陵縣學訓導。父張行，曾任祁陽縣學教諭。